# سانت إرنست
سانت إرنست (بالألمانية: Ernst von Zwiefalten)‏ هو موظف ديني ‏ ألماني، ولد في 1116 في Steißlingen ‏ في ألمانيا، وتوفي في 7 نوفمبر 1148 في مكة في السعودية.